# Family (Björk)
where I can pay respects

for the death of my family?

Show some respect

between the three of us.»
(Estratto dal testo di Family)
Family è un brano appartenente all'album Vulnicura della cantautrice islandese Björk. Il brano è stato scritto e prodotto dalla stessa Björk insieme ad Arca e The Haxan Cloak.

## Descrizione
Come ogni traccia di Vulnicura, Family descrive le emozioni provate dall'artista in rapporto alla fine della relazione con il compagno Matthew Barney. In particolare, in Family si parla delle emozioni provate sei mesi dopo la rottura.
Se in Black Lake - la traccia precedente - si era detto che la famiglia era la missione "comune" e "sacra" che il marito aveva tradito, questa canzone si apre con la domanda se esiste un posto dove poter rendere omaggio alla morte della propria famiglia. La cantante quindi chiede rispetto per "loro tre", ovvero per ciascun membro della famiglia: ci sono infatti "la madre e la figlia", poi "il padre e la figlia", ma mai i due genitori insieme, mai un "triangolo d'amore".
La cantante non sa inizialmente dove fare le proprie offerte, poi - quasi descrivendo un funerale - spiega di mettersi in ginocchio, deporre dei fiori, bruciare incenso e accendere candele. Solo dentro a questo dolore è capace di cantare; quindi afferma che per proteggere la propria figlia è necessario costruire un ponte "sicuro" fuori dal pericolo.
Infine Björk canta di costruire un "monumento d'amore", come in commemorazione della propria famiglia. Allora uno sciame di suoni (reso da un synth ambientale, archi vibranti e un basso) ruota attorno alla testa dei tre permettendo loro di sentire il dolore e di guarire da esso, rendendoli parte di quel luogo, un "universo di soluzioni". I brani successivi parleranno difatti di guarigione e recupero.
La voce della cantante si dissolve nella pronuncia di parole incomprensibili, che sembrano dire: «God, save my daughter» (Dio, salva mia figlia).

## Video musicale
Il video musicale di Family è stato pubblicato sul canale YouTube di Björk il 16 marzo 2015. È considerato una "copertina in movimento" dell'album in quanto ricorda proprio la cover di Vulnicura.
Se in Black Lake si descriveva la ferita aperta di Björk e nel suo video musicale apparivano scene di lava, nel videoclip di Family si vede Björk - in mezzo a un verde paesaggio islandese - con il corpo adiacente a una roccia dalla cui ferita al torace sgorga un fluido rosa. Quando il liquido solidifica, la cantante ricuce la propria ferita, quindi viene circondata da un fascio di fili verdi che le danno protezione. Infine si rialza dalla roccia.